# Meknassa Acharqia
Meknassa Acharqia (àrab: مكناسة الشرقية, Miknāsa ax-Xarqiyya) és una municipi rural de la província de Taza de la regió de Fes-Meknès. Segons el cens de 2014 tenia una població total de 6.020 persones.